# Połstwyn
Połstwyn (ukr. Полствин) – wieś na Ukrainie, w obwodzie czerkaskim, w rejonie czerkaskim, w hromadzie Stepanci. W 2001 liczyła 360 mieszkańców, spośród których 347 wskazało jako ojczysty język ukraiński, 11 rosyjski, a 2 mołdawski.